# Liste der Monuments historiques in La Petite-Pierre
Die Liste der Monuments historiques in La Petite-Pierre führt die Monuments historiques in der französischen Gemeinde La Petite-Pierre auf.

## Liste der Bauwerke
| Bezeichnung                      | Beschreibung | Standort                             | Kennzeichnung | Schutzstatus   | Datum     | Bild           |
| -------------------------------- | --- | ------------------------------------ | ------------- | -------------- | --------- | -------------- |
| Heidenturm                       | Wachturm, bezeichnet 1534 | 24 rue Principale (Lage)             | PA00084891    | Inscrit        | 1934      | weitere Bilder |
| Burg Lützelstein                 | Ende des 12. Jahrhunderts errichtet, im 15. und 16. Jahrhundert zur Residenz ausgebaut, ab 1681 unter Sébastien Le Prestre de Vauban zur Festung erweitert | Place du Château (Lage)              | PA00084889    | Classé         | 1922      | weitere Bilder |
| Napoleonsbank                    | Ruhebank; Sandstein, um 1810 | nördlich des Ortes an der D 9 (Lage) | PA00084888    | Inscrit        | 1988      | weitere Bilder |
| Simultankirche Mariä Himmelfahrt | Chor mit Wandmalereien, bezeichnet 1417, Grabdenkmäler des 17. und 18. Jahrhunderts                                                                        | Place du Château (Lage)              | PA00084890    | Inscrit Classé | 1934 1969 | weitere Bilder |

## Liste der Objekte
| Bezeichnung     | Beschreibung               | Standort                     | Kennzeichnung | Schutzstatus | Datum | Bild |
| --------------- | -------------------------- | ---------------------------- | ------------- | ------------ | ----- | ---- |
| Drei Grabsteine | Sandstein, 15. Jahrhundert | in der Simultankirche (Lage) | PM67000229    | Classé       | 1970  |      |